# تشارلز إي ميريل
تشارلز إي ميريل (بالإنجليزية: Charles E. Merrill)‏ (من 19 أكتوبر، 1885 إلى 6 أكتوبر، 1956) كان سمسار أسهم و متبرع أمريكي وشريك مؤسس لشركة ميريل لينش.

## وصلات خارجية
- ميريل لينش: البدايات
- التايمز: تشارلز ميريل